# Aéroport de Cabinda
L'aéroport de Cabinda (portugais : Aeroporto de Cabinda) (code IATA : CAB • code OACI : FNCA) est un aéroport desservant Cabinda, une ville dans la province de Cabinda, une enclave de l'Angola.

## Situation
| \| 100 km1:5 636 000 \| Cabinda Catumbela Huambo Kuito Luanda Lubango Luéna Ménongue Moçâmedes Ondjiva Saurimo Soyo M'banza · Congo Aéroport international d'Angola |
| 100 km1:5 636 000 |

Carte statique des aéroports de l'Angola.Carte dynamique des aéroports de l'Angola.

## Compagnies aériennes et destinations
| Compagnies           | Destinations                     |
| -------------------- | -------------------------------- |
| TAAG Angola Airlines | Luanda-Quatro de Fevereiro, Soyo |

Actualisé le 25/10/2023